# بازگشت سوت‌زن
بازگشت سوت‌زن (انگلیسی: The Return of the Whistler) فیلمی در ژانر معمایی و نوآر به کارگردانی دیوید راس لدرمن است که در سال ۱۹۴۸ منتشر شد.